# NGC 4973
NGC 4973 est une galaxie elliptique relativement éloignée et située dans la constellation de la Grande Ourse. Sa vitesse par rapport au fond diffus cosmologique est de 9 059 ± 11 km/s, ce qui correspond à une distance de Hubble de 133,6 ± 9,4 Mpc (∼436 millions d'al). NGC 4973 a été découverte par l'astronome germano-britannique William Herschel en 1789. Cette galaxie a aussi été observée par l'astronome américain Lewis Swift le 11 mai 1890 et elle a été inscrite à l'Index Catalogue sous la cotes IC 847.
À ce jour, deux mesures non basées sur le décalage vers le rouge (redshift) donnent une distance de 123,500 ± 14,849 Mpc (∼403 millions d'al), ce qui est à l'intérieur des valeurs de la distance de Hubble. Notons cependant que c'est avec la valeur moyenne des mesures indépendantes, lorsqu'elles existent, que la base de données NASA/IPAC calcule le diamètre d'une galaxie et qu'en conséquence le diamètre de NGC 4973 pourrait être d'environ 37,4 kpc (∼122 000 al) si on utilisait la distance de Hubble pour le calculer.